# من أجل بلد أحلامنا
من أجل بلد أحلامنا (بالإسبانية: Por el País que soñamos) هو حزب سياسي في كولومبيا. شارك الحزب في الانتخابات النيابية لعام 2006، والتي فاز فيها نائبان من أصل 166 ولم يكن هناك أعضاء في مجلس الشيوخ.